# Euderomphale flavimedia
Euderomphale flavimedia är en stekelart som först beskrevs av Howard 1881.  Euderomphale flavimedia ingår i släktet Euderomphale och familjen finglanssteklar. Inga underarter finns listade i Catalogue of Life.